# Александровка (Рыльский район)
Алекса́ндровка — хутор в Рыльском районе Курской области. Входит в состав Студенокского сельсовета.

## География
Хутор находится на реке Обеста, в 127 км западнее Курска, в 22 км западнее районного центра — города Рыльск, в 3 км от центра сельсовета — Студенок. В 8 км проходит государственная граница с Украиной.
Климат
Александровка, как и весь район, расположена в поясе умеренно континентального климата с тёплым летом и относительно тёплой зимой (Dfb в классификации Кёппена).

## Население
| 2002 | 2010 |
| ---- | ---- |
| 213  | ↘146 |

## Инфраструктура
Личное подсобное хозяйство. Дом культуры. В хуторе 115 домов.

## Транспорт
Александровка находится в 3 км от автодороги регионального значения 38К-017 (Курск — Льгов — Рыльск — граница с Украиной), в 2,5 км от автодороги межмуниципального значения 38Н-352 (38К-017 — Гниловка), на автодороге 38Н-341 (38К-017 — Александровка), в 0,5 км от автодороги 38Н-368 (38Н-341 — Парменовка — 38Н-352), в 8,5 км от ближайшего ж/д остановочного пункта Гудово (линия Хутор-Михайловский — Ворожба).
В 188 км от аэропорта имени В. Г. Шухова (недалеко от Белгорода).